# Farol de Eddystone
O Farol de Eddystone localiza-se em "Eddystone Rocks", a cerca de 14 Km a Sudoeste de Rame Head, na Cornualha, na Inglaterra, Reino Unido e é operado pela "Trinity House". As rochas estão submersas abaixo da superfície do mar e são compostas de gnaisse pré-cambriano.

## Visão geral
A estrutura atual do Farol de Eddystone, a quarta a ser construída no local (ou possivelmente a quinta, uma vez que o primeiro farol teve que ser substancialmente reconstruído depois de apenas um ano devido às condições adversas). O primeiro farol (de Winstanley) foi varrido por uma forte tempestade, matando seu arquiteto e cinco outros homens no processo. O segundo (de Rudyard) durou cinquenta anos antes de pegar fogo. O terceiro (Smeaton) é o mais conhecido, reconhecido por sua influência no desenho de faróis e sua importância no desenvolvimento do concreto para a construção; suas partes superiores foram reerguidas em Plymouth como um monumento. O primeiro farol, concluído em 1699, foi o primeiro farol de oceano aberto do mundo, embora o farol de Cordouan, na costa oeste da França, o tenha precedido como o primeiro farol offshore.